# UFC on Fox: Evans vs. Davis
UFC on Fox: Evans vs. Davis (também conhecido como UFC on Fox 2) foi um evento de artes marciais mistas organizado pelo Ultimate Fighting Championship realizado em 28 de janeiro de 2012 no United Center em Chicago, Illinois.

## Background
O evento foi o primeiro a ser transmitido pela Fox como parte do contrato de sete anos entre o UFC e a companhia após a transmissão de UFC on Fox: Velasquez vs. Dos Santos.
Uma luta entre Demetrious Johnson e Eddie Wineland estava marcada para esse evento, todavia Johnson desisitu para participar do torneio de Flyweight do UFC que ocorrerá em Março. Wineland era esperado para lutar com Johnny Bedford nesse evento. Entrementes, Wineland desisitu da luta e foi trocado pelo Novato Mitch Gagnon.
Paul Sass era esperado para lutar com Evan Dunham, mas lesionou-se e foi substituído por Nik Lentz.
Cody McKenzie era esperado para lutar com Michael Johnson, mas machuou-se e sera trocado por Shane Roller.

## Card Oficial

### Bônus da Noite
Os lutadores receberam US$ 65 mil em bônus.
- Luta da Noite (Fight of the Night):  Evan Dunham vs.  Nik Lentz
- Nocaute da Noite (Knockout of the Night):  Lavar Johnson
- Finalização da Noite (Submission of the Night):  Charles Oliveira